# Coloradas
Coloradas es una localidad mexicana ubicada en el estado de Nuevo León, dentro del municipio de Doctor Arroyo. Se encuentra en un valle rodeado de sierras pertenecientes a la Sierra Madre Oriental.

## Historia
La fundación del ejido de Coloradas data de aproximadamente 100 años,[¿cuándo?] por decreto presidencial las tierras fueron divididas y los trabajadores construyeron sus viviendas en estas tierras para cultivarlas.

## Comunicación
En el ejido de Coloradas se cuenta con un teléfono rural, la señal de las compañías celulares solo llega en diversos puntos del ejido, la televisión solo logra sintonizar canales de Matehuala, San Luis Potosí, y no en todas las viviendas es posible sintonizarla, la mayoría de las personas cuentan con televisión satelital.

## Accesos
Existen 3 caminos de terracería para acceder a este ejido: 1-entrar por la carretera n.º 57 a Matehuala a la altura del ejido Santana, 2- seguir la carretera al Salto y entrar por el camino de terracería que se encuentra entre el poblado de La Soledad y Trinidad, 3- seguir la carretera a Doctor Arroyo y entrar por la terracería del ejido de San Pedro de las Ruedas. El tiempo aproximado en carretera de la ciudad de Monterrey al ejido de Coloradas es de 4 horas variando según el acceso que se tome.

## Trabajo
La mayoría de las personas se dedican al cultivo de la papa en otros poblados.

## Medio de transporte
La manera en que la población accede a este ejido es a través de vehículos propios mismos que usan a manera de pecera para transportar a otras personas por una tarifa.

## Servicios
Coloradas cuenta con servicios de energía eléctrica y agua entubada, el servicio de gas es proporcionado por una pipa cada 15 días.

## Centro de salud
El Centro de Atención Primaria llamado "Unidad Auxiliar de Salud Coloradas" pertenece a la zona 2 de la jurisdicción número 8 de la secretaria de salud de Nuevo León; es una plaza tipo C lo cual significa que corresponde a una zona rural. Es considerada zona de difícil acceso por la distancia que se recorre en terraceria además por la inexistencia de un medio de transporte que comunique al ejido con otros poblados. El centro de salud brinda el primer nivel de atención médica a ambos ejidos. Este centro de salud suele estar a cargo de un médico pasante en servicio social, las referencias son enviadas al segundo nivel de atención en el Hospital General de Doctor Arroyo.